# Jovo Bosancić
Jovan "Jovo" Bosancić est un footballeur serbo-portugais né à Novi Sad le 7 août 1970.